# Adam Koch
Adam Koch (Ashwaubenon, Wisconsin, 4 de mayo de 1988) es un exbaloncestista estadounidense que jugó tres temporadas como profesional, en República Checa y en la NBA D-League. Con 2,03 metros de estatura, lo hacía en la posición de alero.

## Trayectoria deportiva

### Universidad
Jugó cuatro temporadas con los Panthers de la Universidad del Norte de Iowa, en las que promedió 9,0 puntos, 4,5 rebotes y 1,4 asistencias por partido. En sus dos últimas temporadas fue incluido en el mejor quinteto de la Missouri Valley Conference. En 2010 fue además elegido Jugador del Año de la conferencia, apareciendo además también  en el mejor quinteto defensivo.

### Profesional
Tras no ser elegido en el Draft de la NBA de 2010, fue invitado por los Indiana Pacers a disputar las Ligas de Verano de la NBA, donde jugó tres partidos en los que promedió 1,3 puntos y 2,3 rebotes. En el mes de julio firmó con el ČEZ Basketball Nymburk de la liga checa, pero únicamente llegó a disputar un par de minutos en dos partidos de la Eurocup, siendo despedido en el mes de diciembre.
Enfebrero de 2011 firmó con los Bakersfield Jam de la NBA Development League, donde acabó la temporada y renovó año a año dos más, promediando en total 7,6 puntos y 5,4 rebotes por partido.